# Acanthus guineensis
Acanthus guineensis là một loài thực vật có hoa trong họ Ô rô. Loài này được Heine & P.Taylor mô tả khoa học đầu tiên năm 1962.